# Canalnovo
Canalnovo, citato anche come Canalnuovo, è un piccolo centro abitato della Provincia di Rovigo, unica frazione del comune di Villanova Marchesana, situato in prossimità della sponda sinistra del fiume Po.
Sorto tra il XII e XIII secolo su iniziativa del monaci benedettini qui stabilitisi dopo la rotta di Ficarolo, fu un importante centro della zona anche grazie alla presenza di un convento, ormai scomparso, e del quale rimangono tracce nelle strutture dell'attuale abitato.

## Monumenti e luoghi d'interesse

### Architetture religiose
- Chiesa di San Lorenzo (XVII secolo)

### Altro
- Oasi Golena di Canalnovo